# Margaret Geller
Margaret J. Geller (née le 8 décembre 1947 à Ithaca dans l'État de New York) est une astronome et professeur américaine. Elle est astronome Senior au Smithsonian Astrophysical Observatory, et a écrit de nombreux articles et produit de nombreux courts-métrages scientifiques distingués par des récompenses.
Elle s'est consacrée à la cartographie de la distribution de la matière noire dans l'Univers, mystérieuse et insaisissable, au halo de notre galaxie, la Voie lactée, pour comprendre le lien entre l'histoire de notre galaxie et celle de l'Univers, en cartographiant les amas de galaxies pour comprendre comment ces systèmes se sont développés au long de l'histoire de l'Univers, et en mesurant et en interprétant les signatures des étoiles en formation dans les spectres des galaxies pour comprendre le lien entre la formation des étoiles dans les galaxies et leur environnement. Elle conduit un programme dédié du nom de SHELS.
En 1989, elle découvrit le Grand Mur avec John Huchra, sur la base des données du relevé des décalages vers le rouge du programme CfA Redshift Survey.

## Distinctions et récompenses
- 1990 : Prix MacArthur bourse d'études
- 2008 : Prix Magellan de l'American Philosophical Society pour ses recherches sur les regroupements de galaxies[2]
- 2010 : Médaille James-Craig-Watson
- 2010 : Henry Norris Russell Lectureship
- 2013 : prix Lilienfeld